# Edgard de Montzaigle
 (mai 2025).

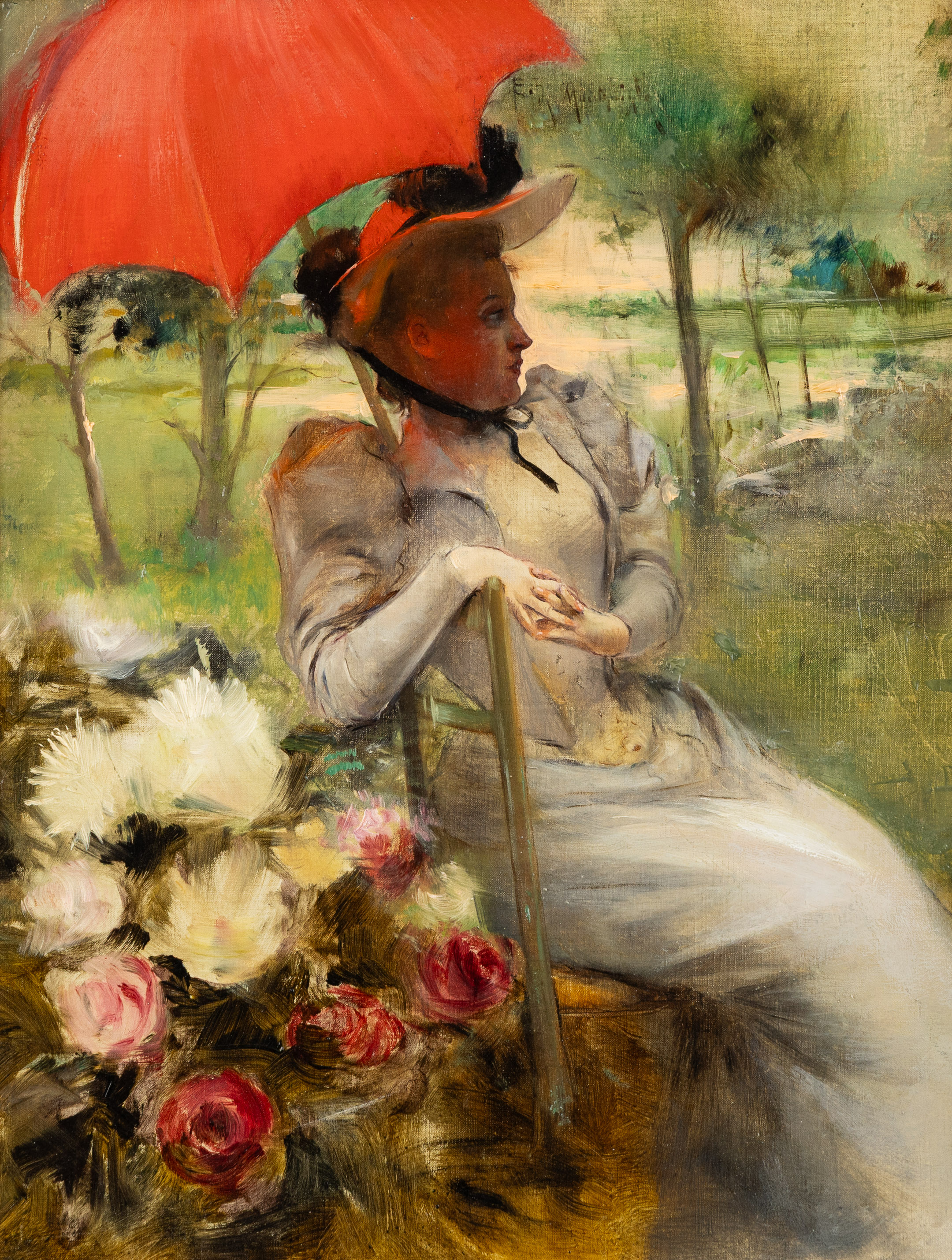

Edgard de Saint-Pierre de Montzaigle, né à Champniers (Charente) en 1867 et mort en 1925 à Bordeaux, est un peintre français.

## Biographie
Issu d'une famille aristocratique, il est un cousin au second degré du célèbre écrivain Honoré de Balzac (son grand-père Armand de Montzaigle avait épousé la sœur de Balzac, Laurence). Balzac s'est inspiré du grand-père d'Edgard pour créer le personnage du marquis d'Aiglemont dans La Femme de trente ans. 
Peu de détails sur la formation artistique d'Edgard sont mentionnés dans les écrits d'histoire de l'art. Les catalogues officiels des expositions¹ le présentent comme l'élève de Jean Béraud, le peintre mondain parisien. Cependant, des points de vue académiques plus récents s'orientent vers un apprentissage académique plus classique. À Angoulême, le jeune Edgard reçoit l'enseignement de Victor Latapie, puis se perfectionne à Paris auprès de Jean-Léon Gérôme, éminent professeur de l'École des Beaux-Arts. L'influence de Gérôme est visible dans la minutie du dessin et de la composition d'Edgard. La parenté stylistique avec Béraud est particulièrement évidente dans les sujets : des dames habillées à la mode dans des scènes d'opéra et de café.
Montzaigle mène une carrière de peintre active dès son plus jeune âge. Adolescent, il fait ses débuts au Salon de 1886 avec un dessin intitulé Un amateur (XVIe siècle), qui figure dans le catalogue du Salon de Paris de la même année. Plus tard, il devient membre de la Société nationale des Beaux-Arts (SNBA), où il expose régulièrement. En 1896, son œuvre Les Demi-Vierges (une scène inspirée du roman de Marcel Prévost) est reproduite en couverture du Figaro Salon. Cette toile se trouve aujourd'hui au musée d'Angoulême.
À l'exposition universelle de Paris en 1900, il obtient une médaille de bronze dans la section peinture. Le catalogue de cette exposition mentionne notamment Parisienne, Fleur de luxe et l'aquarelle Entre eux comme entrées. Cette reconnaissance établit sa réputation dans le circuit des salons internationaux.

## Œuvre
L'œuvre de Montzaigle est régulièrement commentée dans la presse artistique française, qui le considère comme un peintre talentueux de la vie mondaine parisienne. Les critiques d'art le décrivent comme « l'un des meilleurs peintres de la vie mondaine et de la Parisienne ». Et il est loué pour son style de peinture qui combine la précision académique avec une touche impressionniste, similaire au travail d'Alfred Stevens ou de Jean Béraud.
Si son œuvre est tombée dans l'oubli après sa mort en 1930, elle connaît aujourd'hui un regain d'intérêt. Ses toiles font partie de collections telles que celle de Berko Fine Art, et le musée d'Angoulême l'honore en tant que maître local. Son œuvre L'Ombrelle rouge, un charmant portrait dans un jardin, a été récemment analysée comme représentative de sa sensibilité décorative et de sa maîtrise technique.
Montzaigle incarne l'univers visuel de la Belle Époque : il n'est pas novateur, mais esthétiquement cohérent et reconnaissable. Son œuvre fonctionne comme une capsule temporelle artistique dans laquelle l'élégance, la mode et la mentalité du Paris fin-de-siècle restent tangibles.